# اضطراب التصبغ
اضطرابات التصبغ هي اضطرابات في لون جلد الإنسان إما بغيابه أو تقليله، وقد ترتبط بفقد الخلايا الميلانينية أو عدم قدرة الخلايا الميلانينية على إنتاج الميلانين أو نقل الجسيمات الميلانينية بالشكل الصَحيح.